# Hardcard

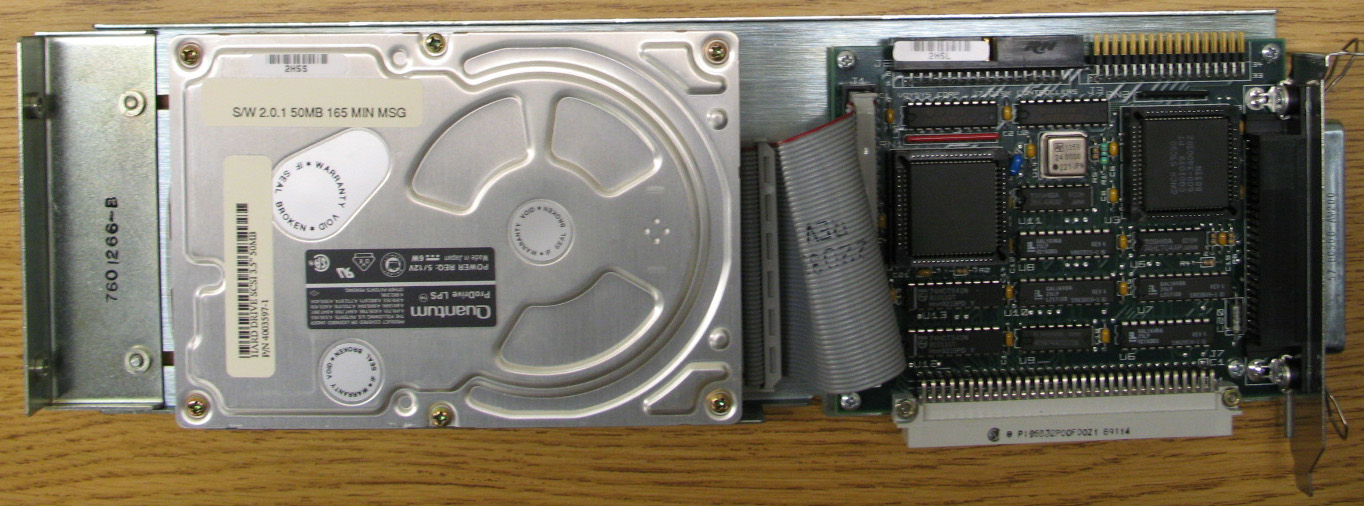
Hard card - Northern Telecom (Nortel)

 HardCard  o Filecard és el nom genèric amb què es denomina qualsevol combinació de disc dur més targeta controladora de disc dur que mitjançant la carcassa adequada es fixa en una ranura d'expansió d'un ordinador, ocupant la longitud completa d'una targeta, sense requerir cap connexió addicional.
El concepte va ser desenvolupat per Plus Development Corporation, una companyia de Milpitas, Califòrnia, subsidiària de Quantum Corp (en aquell moment, el segon major fabricant de discos durs després de Seagate), que va llançar la Plus HardCard, el 1985.
A causa del pes del disc i la mida de les targetes, s'utilitzaven sempre unitats de 3,5 polzades. Les primeres unitats es van fabricar per a l'IBM PC i compatibles, i feien servir controladores MFM/RLL compatibles ST-506, amb una targeta controladora ISA de mida mitjana. Els fabricants d'equips clònics acostumaven a fer servir una targeta de Longshine Corporation amb un connector d'alimentació, i discos durs de diferents fabricants. Més endavant s'incorporaren versions IDE.
Un cas especial van ser les controladores Zorro II d'aquest tipus per als ordinadors Commodore Amiga. A causa de les especificacions de la seva ranura d'expansió, s'invertia la posició del disc dur, situant-lo prop del connector exterior. Són majoritàriament SCSI, amb connectors SCSI interns i externs, encara que també n'hi havia IDE, i fins i tot combinacions estranyes com IDE/SCSI o ST-506/SCSI
Va ser àmpliament utilitzat en equips sense les adequades badies d'expansió, però dotats d'espai per a targetes ISA de longitud completa, o que implicaven una complicació de muntatge, com els Tandy 1000 o els Amstrad PC1512, o els primers equips portables. També es varen emprar com un primitiu sistema d'emmagatzematge extraïble.